# The Common Linnets
The Common Linnets é uma banda holandesa originalmente composta por Ilse DeLange e Waylon. A banda foi criada para um concerto apenas no De Grolsch Veste stadium e para o Festival Eurovisão da Canção 2014.
A 25 de novembro de 2013, as emissoras holandesas do Festival Eurovisão da Canção, AVRO, e TROS, anunciaram em conferência de imprensa, que a banda iria representar a Holanda no Festival Eurovisão da Canção 2014, em Copenhaga. A canção chama-se "Calm After the Storm". Ilse DeLange e Waylon apresentaram a sua canção de Festival Eurovisão da Canção 2014, pela primeira vez no programa de TV holandesa "De Wereld Draait Door" no dia 12 de Março. A versão final da canção foi lançada no dia 13 de Março. A canção "Calm After the Storm", que foi incluído no álbum de estreia "The Common Linnets", alcançou o segundo lugar no Festival Eurovisão da Canção 2014, dando aos Países Baixos a melhor classificação de sempre para o país desde sua vitória em 1975, tendo a música se tornado um grande sucesso na Europa. Em maio de 2014, Waylon saiu da banda e foi substituído pelo cantor americano de música country Jake Etheridge.

## História

### Origem do nome
Ilse de Lange e Waylon são ambos do leste dos Países Baixos. Em holandês, as pessoas dessa região são às vezes chamadas de heikneuters, referindo-se ao pássaro kneu. Em inglês esse pássaro chama-se common linnet (em português pintarroxo-comum). Então, na verdade, DeLange e Waylon são ambos pássaros do leste dos Países Baixos. O nome da banda é uma ideia do designer holandês Rens Dekker, que também é responsável pelo design da capa do single e do álbum.

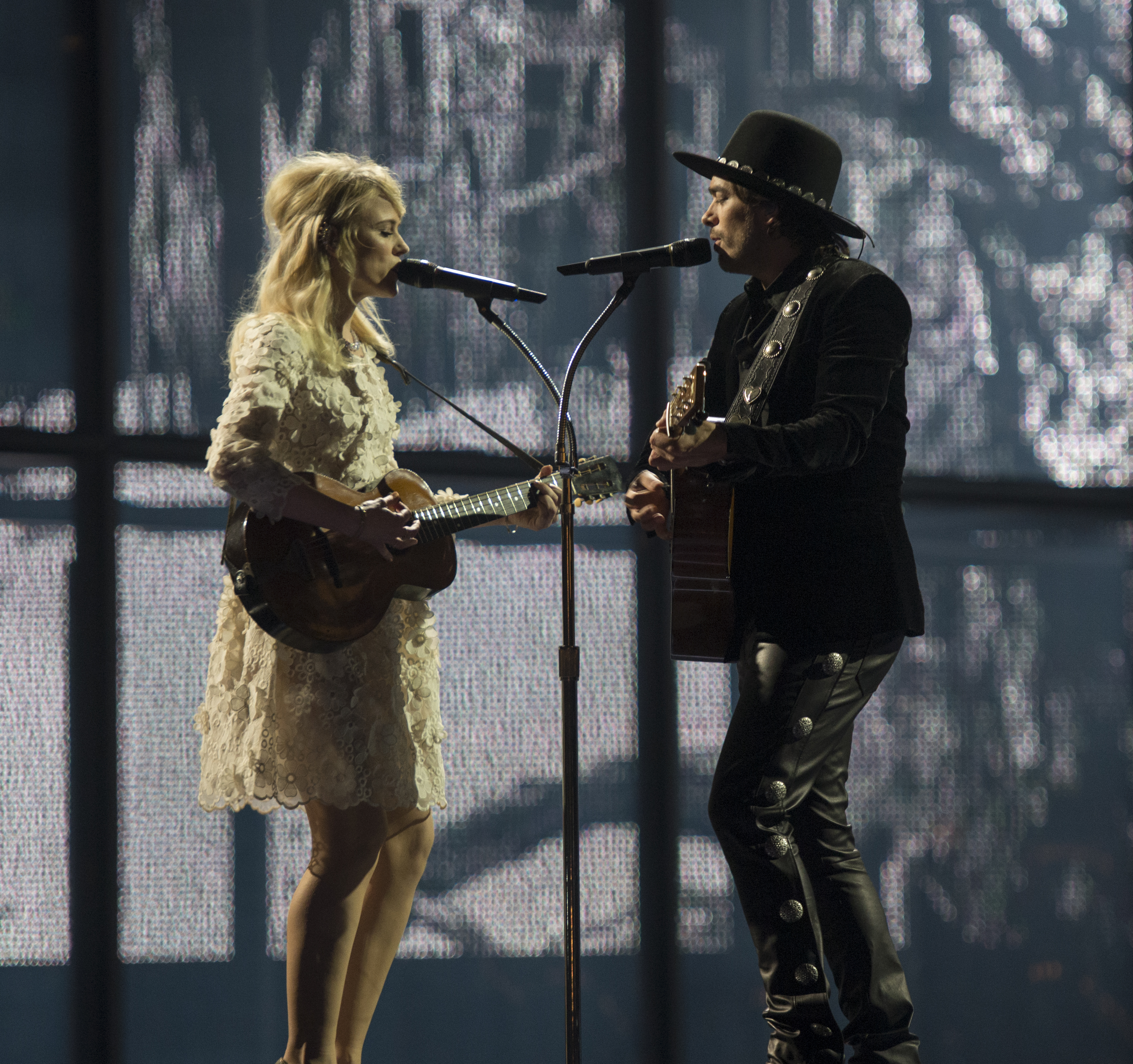
The Common Linnets durando o ensaio da primeira semi-final do Festival Eurovisão da Canção 2014

### 2013–14: Eurovisão e álbum de estreia
A 25 de novembro de 2013, as duas emissoras holandeses, AVRO e TROS, anunciaram numa conferência de imprensa, que a banda iria representar a Holanda no Festival Eurovisão da Canção 2014 em Copenhaga com a canção "Calm After the Storm". Ilse De Lange e Waylon apresentaram a sua música pela primeira vez no programa holandês "De Wereld Draait Door" no dia 12 de março de 2014 tendo no dia seguinte sido lançada a versão final. A 9 de maio de 2014, lançaram o seu álbum de estreia The Common Linnets e no dia seguinte alcançaram o segundo lugar no certame europeu, apenas atrás de Conchita Wurst da Áustria. A 17 de maio de 2014 o álbum entrou no Top holandês no némero 1. A 14 de maio de 2014 o álbum foi número 27 no The Official Chart Update no Reino Unido. A 15 de maio de 2014 o álbum entrou no Top irlandês no número 45. A 11 de setembro de 2014 lançaram o segundo single do álbum "Give Me a Reason" que alcançou o número 92 no Top holandês.

### 2015 – presente
The Common Linnets venceram os Prémios Echo 2015 para Revelação Internacional. A 1 de maio de 2015 lançaram o single "We Don't Make the Wind Blow", que alcançou o número 74 no Top holandês.

### Tour 2015
No outono de 2015, The Common Linnets se apresentaram em vários clubes dos Países Baixos.

## Discografia

### Álbuns
| Titulo             | Detalhes                                                                                               | Melhores posições atingidas | Melhores posições atingidas | Melhores posições atingidas | Melhores posições atingidas | Melhores posições atingidas | Melhores posições atingidas | Melhores posições atingidas | Melhores posições atingidas | Melhores posições atingidas | Melhores posições atingidas | Certificações                               |
| Titulo             | Detalhes                                                                                               | NL                          | AUT                         | BEL (Vl)                    | DEN                         | GER                         | IRE                         | SCO                         | SPA                         | SWI                         | UK                          | Certificações                               |
| ------------------ | --- | --------------------------- | --------------------------- | --------------------------- | --------------------------- | --------------------------- | --------------------------- | --------------------------- | --------------------------- | --------------------------- | --------------------------- | ------------------------------------------- |
| The Common Linnets | - Lançamento: 9 de maio de 2014 - Gravadora: Firefly/Universal Music Group - Formato: Download digital | 1                           | 3                           | 12                          | 12                          | 11                          | 45                          | 39                          | 42                          | 16                          | 40                          | - NL: 3× Platina - AUT: Platina - GER: Ouro |
| II                 | - Lançamento: 25 de setembro de 2015 - Gravadora: Universal Music Group - Formato: Download digital    |                             |                             |                             |                             |                             |                             |                             |                             |                             |                             |                                             |

### Singles
| Titulo                                                                         | Ano  | Melhores posições atingidas | Melhores posições atingidas | Melhores posições atingidas | Melhores posições atingidas | Melhores posições atingidas | Melhores posições atingidas | Melhores posições atingidas | Melhores posições atingidas | Melhores posições atingidas | Melhores posições atingidas | Melhores posições atingidas | Certificações                      | Álbum                               |
| Titulo                                                                         | Ano  | NL                          | AUS                         | AUT                         | BEL (Vl)                    | DEN                         | GER                         | IRE                         | SPA                         | SWE                         | SWI                         | UK                          | Certificações                      | Álbum                               |
| ------------------------------------------------------------------------------ | ---- | --------------------------- | --------------------------- | --------------------------- | --------------------------- | --------------------------- | --------------------------- | --------------------------- | --------------------------- | --------------------------- | --------------------------- | --------------------------- | ---------------------------------- | ----------------------------------- |
| "Calm After the Storm"                                                         | 2014 | 1                           | 66                          | 2                           | 1                           | 2                           | 3                           | 4                           | 5                           | 36                          | 3                           | 9                           | - NL: Ouro - AUT: Ouro - GER: Ouro | The Common Linnets                  |
| "Give Me a Reason"                                                             | 2014 | 92                          | —                           | —                           | —                           | —                           | —                           | —                           | —                           | —                           | —                           | —                           |                                    | The Common Linnets                  |
| "Christmas Around Me"                                                          | 2014 | —                           | —                           | —                           | —                           | —                           | —                           | —                           | —                           | —                           | —                           | —                           |                                    | The Common Linnets: Special Edition |
| "We Don't Make the Wind Blow"                                                  | 2015 | 74                          | —                           | —                           | —                           | —                           | —                           | —                           | —                           | —                           | —                           | —                           |                                    | II                                  |
| "Hearts On Fire"                                                               | 2015 | -                           | —                           | —                           | —                           | —                           | —                           | —                           | —                           | —                           | —                           | —                           |                                    | II                                  |
| "—" denotes a single that did not chart or was not released in that territory. |      |                             |                             |                             |                             |                             |                             |                             |                             |                             |                             |                             |                                    |                                     |

### Outras canções
| Titulo                      | Ano  | Melhores posições atingidas | Álbum              |
| Titulo                      | Ano  | NL                          | Álbum              |
| --------------------------- | ---- | --------------------------- | ------------------ |
| "Still Loving After You"    | 2014 | 16                          | The Common Linnets |
| "Sun Song"                  | 2014 | 66                          | The Common Linnets |
| "Lovers & Liars"            | 2014 | 75                          | The Common Linnets |
| "When Love Was King"        | 2014 | 84                          | The Common Linnets |
| "Where Do I Go with Me"     | 2014 | 52                          | The Common Linnets |
| "Time Has No Mercy"         | 2014 | 86                          | The Common Linnets |
| "Before Complete Surrender" | 2014 | 64                          | The Common Linnets |
| "Arms of Salvation"         | 2014 | 61                          | The Common Linnets |
| "Hungry Hands"              | 2014 | 44                          | The Common Linnets |
| "Love Goes On"              | 2014 | 13                          | The Common Linnets |
| "Broken But Home"           | 2014 | 41                          | The Common Linnets |